# Dänisch-Hanseatischer Krieg (1509–1512)
Der Dänisch-Hanseatische Krieg von 1509 bis 1512, auch als Dänisch-Lübischer Krieg bezeichnet, war ein militär- und wirtschaftspolitischer Konflikt zwischen der von Dänemark dominierten Kalmarer Union und den von Lübeck dominierten wendischen Hansestädten. Der vor allem als Seekrieg geführte Konflikt kam zustande wegen Lübecks Einmischung in den Dänisch-Schwedischen Krieg (1501–1512) und endete mit dem Frieden von Malmö.

## Dänisch-Schwedischer Krieg
Die 1397 (vor allem gegen die Hanse) gebildete Kalmarer Union war 1448 auseinandergebrochen, Schweden hatte sich aus der dänischen Vorherrschaft gelöst und in der Schlacht am Brunkeberg 1471 behauptet. Erst 1497 gelang es König Johann I. (genannt Hans), auch in Stockholm anerkannt zu werden und die Einheit wiederherzustellen, doch nach Johanns Niederlage gegen die Dithmarschener Bauern kam es schon 1501 zu einem erneuten Aufstand der Schweden unter Reichsverweser Sten Sture. Johann floh zurück nach Dänemark, doch seine Gemahlin, Königin Christina, verteidigte mit einer kleinen dänischen Garnison Stockholm (vgl. die Verteidigung Kopenhagens durch Königin Philippa 1428).
Lübeck begrüßte diese Schwächung der nordischen Reiche und unterstützte Schweden gegen Dänemark. Hanseschiffe schnitten die belagerten dänischen Garnisonen in Stockholm, Borgholm (auf Öland), Kalmar, Åbo und Wyborg vom Nachschub übers Meer ab. Schließlich musste Christina 1502 in Stockholm kapitulieren, und auch Åbo und Wyborg fielen in schwedische Hände. Einen von Schweden auch in Norwegen angezettelten Aufstand unter Knut Alvsson schlug Kronprinz Christian nieder, und von Norwegen fiel Christian ins schwedische Västergötland ein. Die Festung Älvsborg war heftig umkämpft. Auf dänischer Seite kämpften auch deutsche Söldner gegen die Schweden, wie z. B. der Landsknecht Paul Dolnstein. In seinem Kriegstagebuch skizzierte er einige Szenen des Krieges.
Nach Sten Stures Tod (1503) setzte dessen Nachfolger Svante Sture den Krieg fort, obwohl einige der inzwischen kriegsmüden Schweden unter Erik Trolle eine Aussöhnung mit König Johann anstrebten. Ein Schiedsspruch des römisch-deutschen Kaisers Maximilian I. erkannte den schwedischen Thron Johann zu und verbot den Hansestädten die weitere Unterstützung des Aufstands. Er drohte bei Zuwiderhandlungen mit der Reichsacht, und der Papst verhängte über Svante Sture sowie über die friedensunwilligen Mitglieder des schwedischen Reichsrates sogar den Kirchenbann. Dessen ungeachtet griff der vom Papst gebannte schwedische Bischof von Linköping, Hemming Gadd (Hemming Gadh), Kalmar an. Der Reichsverweser verwüstete Blekinge und plünderte Lyckeby, Åke Johansson fiel in Halland ein und zerstörte Laholm.
Um Zeit zu gewinnen, schlossen Lübeck und Schweden im Juli 1506 einen Waffenstillstand mit Dänemark und zeigten sich im Dezember 1506 scheinbar verhandlungsbereit. Doch trotz eines im Juli 1507 ausgehandelten dänisch-hanseatischen Vergleichs wurde der Handel mit Schweden über das „neutrale“ Reval fortgesetzt. 
Nachdem im August 1509 die Dänen unter Admiral Otte Rud (Otto Rud) im schwedischen Finnland gelandet waren und Åbo geplündert hatten, wurde auf Vermittlung des Kaisers in Kopenhagen ein Frieden zwischen Dänemark und Schweden vereinbart. Schweden sollte Dänemark eine jährliche Entschädigung von 12.000 Mark zahlen für jedes Jahr, das sich Johanns Wiedereinsetzung als König verzögern würde. Die Vereinbarung wurde jedoch von schwedischer Seite nie verwirklicht.

## König Hans und die Hansen
König Johann betrieb inzwischen die endgültige Zusammenlegung der dänischen mit der norwegischen Flotte und die massive Aufrüstung einer permanenten königlichen Marine, was von Lübeck als Bedrohung empfunden wurde. Während Lübeck auf einen Präventivschlag drängte, verweigerten Hamburg, Danzig und weitere Hansestädte die Unterstützung. Diplomatische Unterstützung erhielt Lübeck stattdessen von Kaiser Maximilian, der inzwischen eigene Ambitionen bzgl. der schwedischen Thronfolge hatte. Dänemark wiederum suchte Unterstützung in Holland, England, Schottland, Polen, Brandenburg und beim Papst. Gleichzeitig verschärften sich auch wieder die Gegensätze zwischen der Hanse und den holländischen Handelshäfen. Im Frühjahr 1509 begann ein Kaperkrieg zwischen dänischen, holländischen und Lübecker Schiffen. Lübeck errichtete eine Seeblockade über den Öresund.
Eine Lübecker Flotte überfiel und plünderte im September 1509 erst Bornholm, dann Gotland und brachte Kriegsgüter sowie Versorgungsmaterial nach Schweden. Dem Bündnis Lübecks mit Schweden schlossen sich Rostock, Stralsund und Wismar an. Im April 1510 erklärte die Hanse Dänemark offiziell den Krieg.

## Kriegsverlauf
Der Kaperkrieg, in dem sich auf dänischer Seite auch schottische Freibeuter und auf hanseatischer Seite auch eine Kolberger Flotte beteiligten, wurde intensiver. In der Ostsee waren davon vor allem holländische Hanseschiffe betroffen, die ihrerseits nun wieder Schutz in einem Bündnis mit Dänemark suchten.
Die Hanseflotte plünderte im Juli 1510 Bornholm erneut und vereint mit einem schwedischen Geschwader wurde im Anschluss die Küste Schonens verheert. Die Lübecker plünderten und zerstörten im gleichen Jahr zwar auch Nakskov, wo sich eine wichtige dänische Kriegswerft befand, ihre Flotte wurde aber vor Nakskov vom dänischen Admiral Henrik Krummedike geschlagen. Dänische Gegenangriffe auf Travemünde und Warnemünde scheiterten jedoch unter hohen Verlusten. Als Geleitschutz für einen holländischen Handelskonvoi konnte Krummedike im August 1511 vor Bornholm zwar eine von Fritz Grawert befehligte Flotte aus Lübecker, Stralsunder und schwedischen Schiffen besiegen, zahlreiche holländische Handelsschiffe wurden von den Lübeckern dennoch erbeutet.
Zu Lande eroberten die Schweden unter Hemming Gadd (Hemming Gadh) mit Lübecker Hilfe schließlich das von Dänen gehaltene Kalmar, auch Borgholm fiel. Ein erneuter Einfall des dänischen Kronprinzen Christian in Västergötland scheiterte, bei ihren Gegenangriffen plünderten und brandschatzten die Schweden unter Svante Sture Halland und Schonen.

Dänemarks König Johann I. kämpfte für die Wiederherstellung der Kalmarer Union
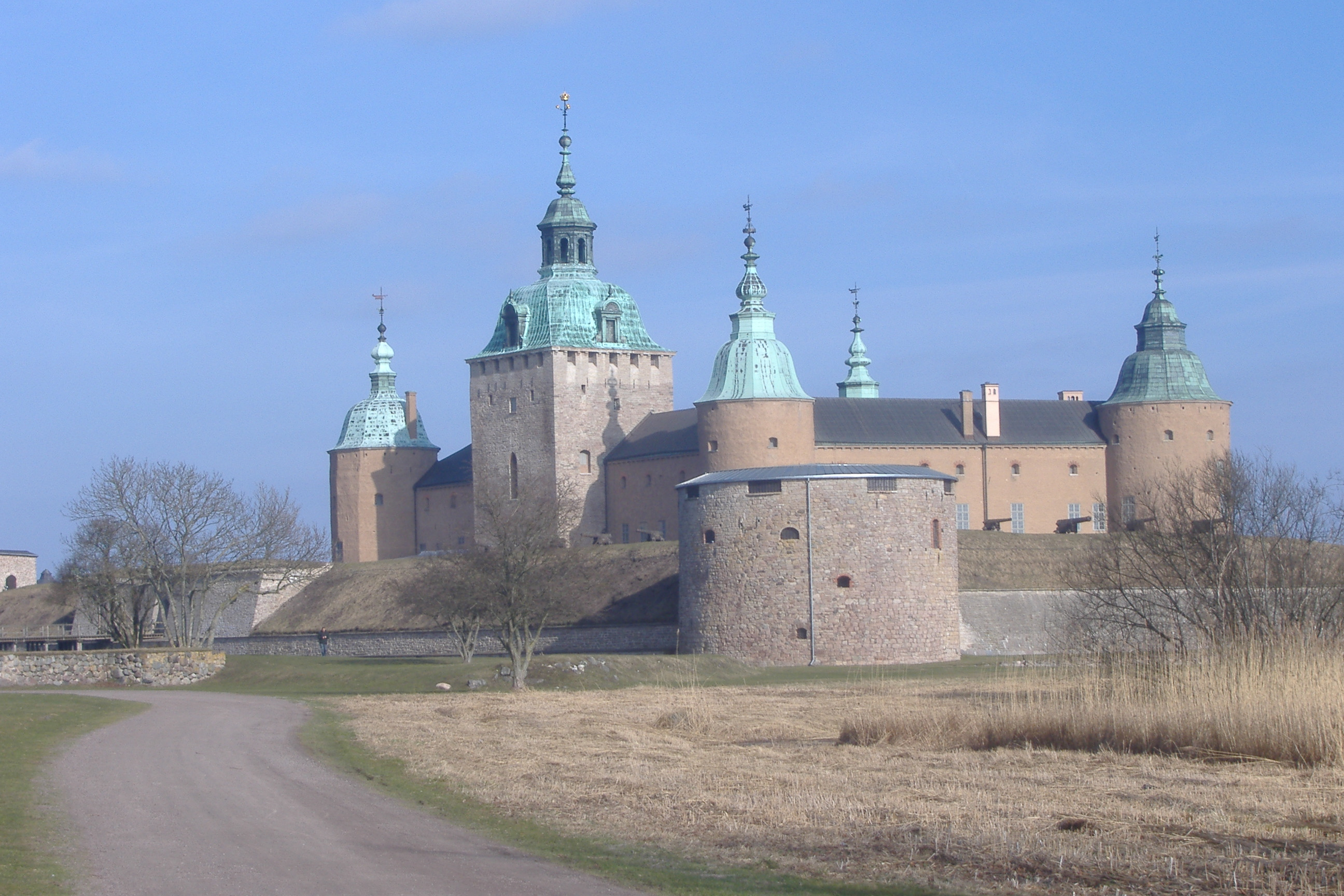
Schloss Kalmar, das Symbol der Kalmarer Union, wurde von Dänen verzweifelt verteidigt
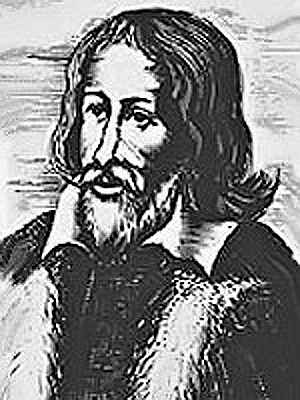
Schwedens Krieg gegen Dänemark wird ab 1504 auch Svante Stures Krieg genannt

## Frieden von Malmö
Inzwischen hatte Kaiser Maximilian seine Unterstützung für die Hanse zurückgezogen, die Hanse schloss im November 1511 in Flensburg einen Waffenstillstand mit Dänemark. Nachdem im Januar 1512 Schwedens Reichsverweser Svante Sture gestorben war, ließ die Kriegsbereitschaft auch in Schweden nach. Die Lübecker Bürgermeister und der neue schwedische Reichsverweser Erik Trolle drängten auf Friedensverhandlungen. Die Spannungen zwischen den Hansestädten nahmen jedoch zu, und in Schweden wurde Trolle von der Kriegsfraktion um Svante Stures Sohn nicht anerkannt.
Im April 1512 wurde der Friede von Malmö geschlossen. Die Hanse behielt zwar ihre bisherigen Rechte im dänischen Ostseehandel, musste aber der niederländischen Konkurrenz zustimmen, so dass sie nun nicht mehr das Meistbegünstigungsprivileg hatte. Ferner musste sie die militärische Unterstützung Schwedens einstellen, und auch Dänemark und Schweden schlossen zumindest einen Waffenstillstand. Den Handel mit Schweden durfte die Hanse wieder aufnehmen – jedoch nur unter der Bedingung, ihn sofort wieder abzubrechen, sobald es zu neuen dänisch-schwedischen Kämpfen käme. Zudem sollten Lübeck und die übrigen am Krieg beteiligten Hansestädte innerhalb der nächsten zwölf Jahre insgesamt 30.000 Gulden Kriegsreparationen an Dänemark zahlen.
Im Februar 1513 starb auch Johann I. Sein Sohn und Nachfolger Christian II., der schon als Kronprinz gegen die Schweden gekämpft hatte, begann 1517 einen neuen Krieg gegen Schweden. Dieser erneute Krieg mündete 1520 in den Schwedischen Unabhängigkeitskrieg, in welchem Schweden wieder von Lübeck gegen Dänemark unterstützt wurde und in dessen Verlauf Christian durch seinen Onkel Friedrich, der sich als Herzog von Schleswig-Holstein während des Krieges 1509–1512 noch neutral verhalten hatte, gestürzt wurde.